# Маковец, Имре
И́мре Ма́ковец (венг. Makovecz Imre; 20 ноября 1935, Будапешт — 27 сентября 2011, там же) — венгерский архитектор, представитель органической архитектуры.
Учился в Будапештском техническом университете. В работах Маковца ощущается влияние Рудольфа Штейнера, Антони Гауди, Фрэнка Ллойда Райта и венгерского представителя югендстиля Эдёна Лехнера. Маковец прославился своими сооружениями антропоморфного характера, как, например, зал прощания на будапештском кладбище Фаркашрети или Дворец культуры Шарошпатака. Другим знаменитым творением архитектора является редут в Сигетваре. Творчество Маковца получило всемирное признание в 1970-80-е годы как направление постмодернизма. Маковец — автор венгерского павильона на Всемирной выставке в Севилье.

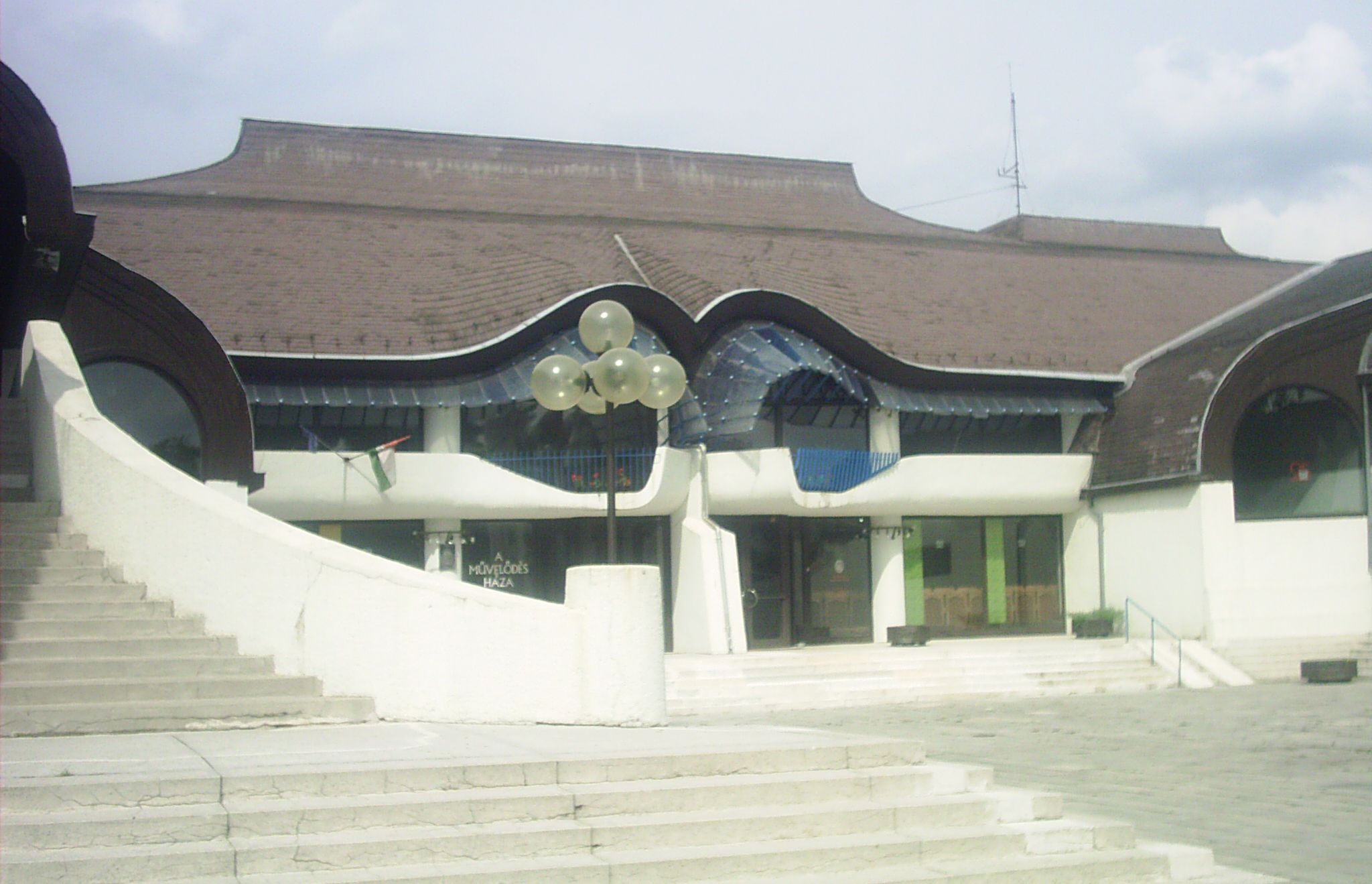
Дворец культуры в Шарошпатаке
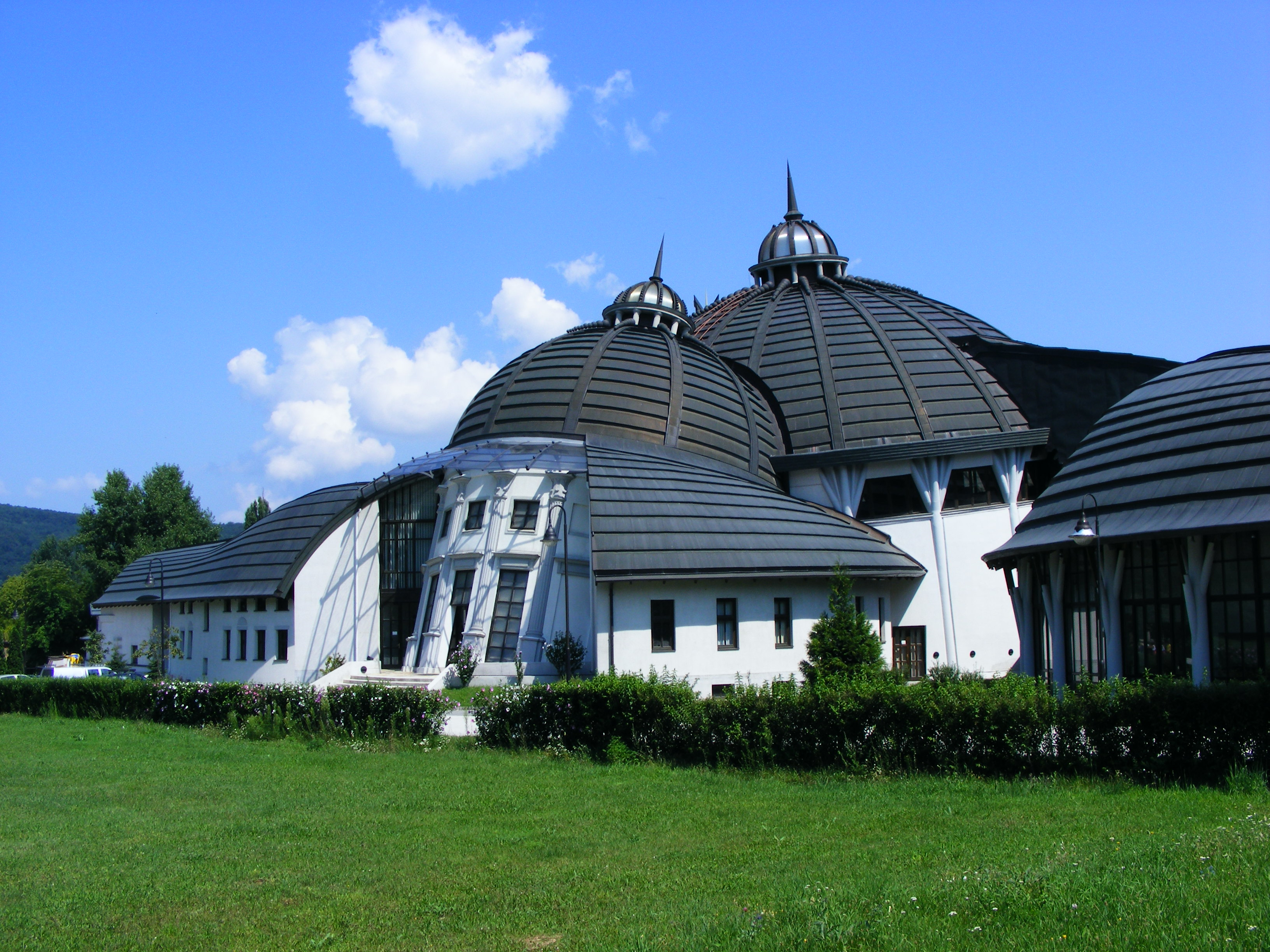
Факультет гуманитарных наук Католического университета Петера Пазманя в Пилишчабе
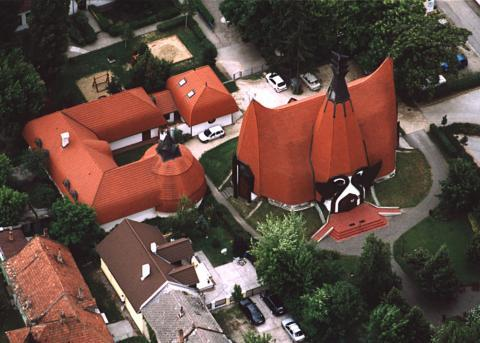
Лютеранская церковь в Шиофоке
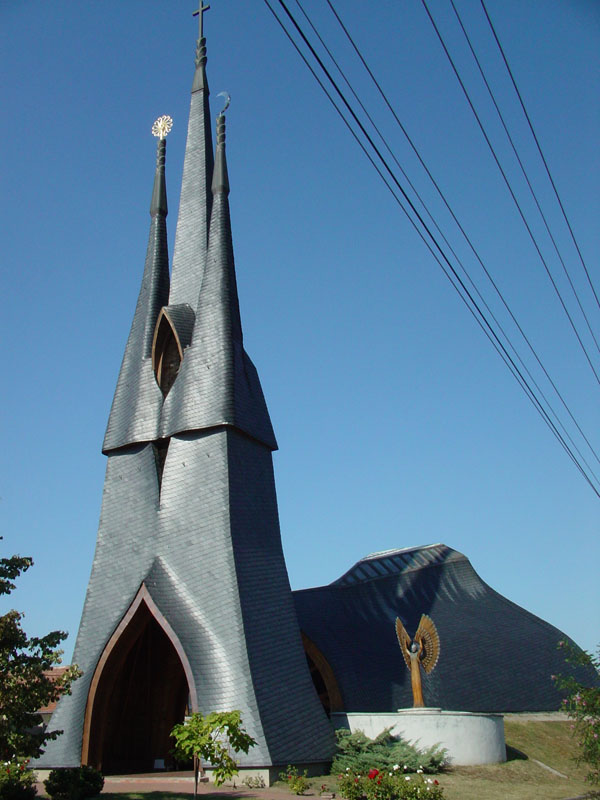
Католическая церковь в Пакше